# No. 4 Squadron RAAF
No. 4 Squadron RAAF – 4 (AFC), 4 (RAAF), 4SQN (RAAF) – jednostka bojowa lotnictwa australijskiego Royal Australian Air Force. 

## I wojna światowa
Jednostka została utworzona w październiku 1916 roku jako część Australian Flying Corps (AFC) w RAAF Williams, Australia. Pierwszym dowódcą jednostki został kapitan Andrew Lang. jednostka została zmobilizowana 10 stycznia 1917 roku i przetransportowana drogą morską do Wielkiej Brytanii, gdzie dotarła 27 marca 1917 roku. Po przybyciu do Wielkiej Brytanii jednostka została wyposażona w samoloty Sopwith Camel i oznaczona jako No. 71 Squadron RFC.
W czasie walk na terenie Francji oraz we Flandrii przez jednostkę przewinęło się 10 asów myśliwskich:
Arthur Henry Cobby (29), Elwyn King (26), Edgar McCloughry (21), Herbert Gilles Watson (14), Thomas Baker (12), Leonard Taplin (12), Thomas Henry Barkell (7), George Jones (7), Arthur John Palliser (7), Norman Trescowthick (7), Garnet Francis Malley (6).
Straty jednostki w I wojnie światowej wyniosły: 35 zabitych i 16 rannych. Po rozejmie jednostka była częścią sił okupacyjnych, stacjonowała w okolicach Kolonii.  W marcu 1919 roku powróciła do Wielkiej Brytanii, a 6 maja została na pokładzie RMS Kaisar-i-Hind rozpoczęła powrót do Australii. W połowie czerwca 1919 roku dotarła do Melbourne, gdzie została rozwiązana.

### Dowódcy jednostki

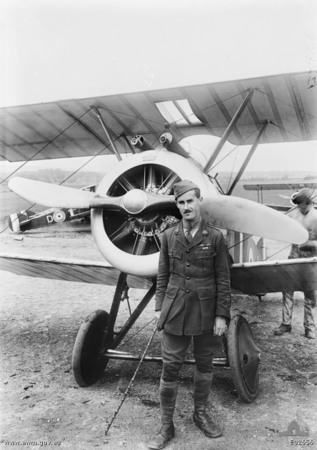
Major Wilfred Ashton McCloughry dowódca jednostki

| Stopień | Nazwisko                    | Okres                   |
| ------- | --------------------------- | ----------------------- |
| Kapitan | Andrew Lang                 | 25.10.1916 – 04.04.1917 |
| Major   | William Sheldon             | 04.04.1917 – 11.11.1917 |
| Major   | William Ashton McClaughry   | 11.11.1917 - 29.11.1918 |
| Major   | Alfred William Leslie Ellis | 29.11.1918 - 01.06.1919 |

## II wojna światowa
3 maja 1937 roku jednostka został ponownie powołana do istnienia w bazie RAAF Base Richmond w okolicy miasta Richmond 60 km od Sydney. 1 stycznia 1939 roku jednostka zmieniała nazwę na No. 6 Squadron RAAF. 
W momencie wybuchu II wojny światowej jednostka wyposażona była w samoloty wielozadaniowe Avro Anson. Od września 1940 roku do maja 1942 roku stacjonowała w Canberze. Od maja 1942 roku stacjonowała na lotnisku w Camden i wykonywała zadania bojowe - patrole przeciw łodziom podwodnym, zadania szkoleniowe. Na przełomie 1942 i 1943 roku jednostka brała udział w walkach w Nowej Gwinei w tzw. bitwie o Buna-Gona. W styczniu 1943 roku jednostka brał udział w bitwie o Wau. W ostatnim okresie wojny jednostka brała udział w walkach na Borneo.

## Okres powojenny
W okresie po zakończeniu II wojny światowej jednostka powróciła do Australii 14 listopada 1945 roku i została umieszczona w bazie pod Camberrą. 7 marca 1948 roku jednostka zmieniła nazwę na No. 3 Squadron RAAF.
3 lipca 2009 roku No. 4 Squadron RAAF został ponownie powołany do życia, jako jednostka szkoleniowa.